# 貝厄德 (內布拉斯加州)
貝厄德（英語：Bayard）是位於美國內布拉斯加州莫勒爾縣的城市。

## 人口
根據2020年美國人口普查的數據，貝厄德的面積為1.80平方千米，皆為陸地。當地共有人口1140人，而人口密度為每平方千米633人。